# Margareta Elzberg

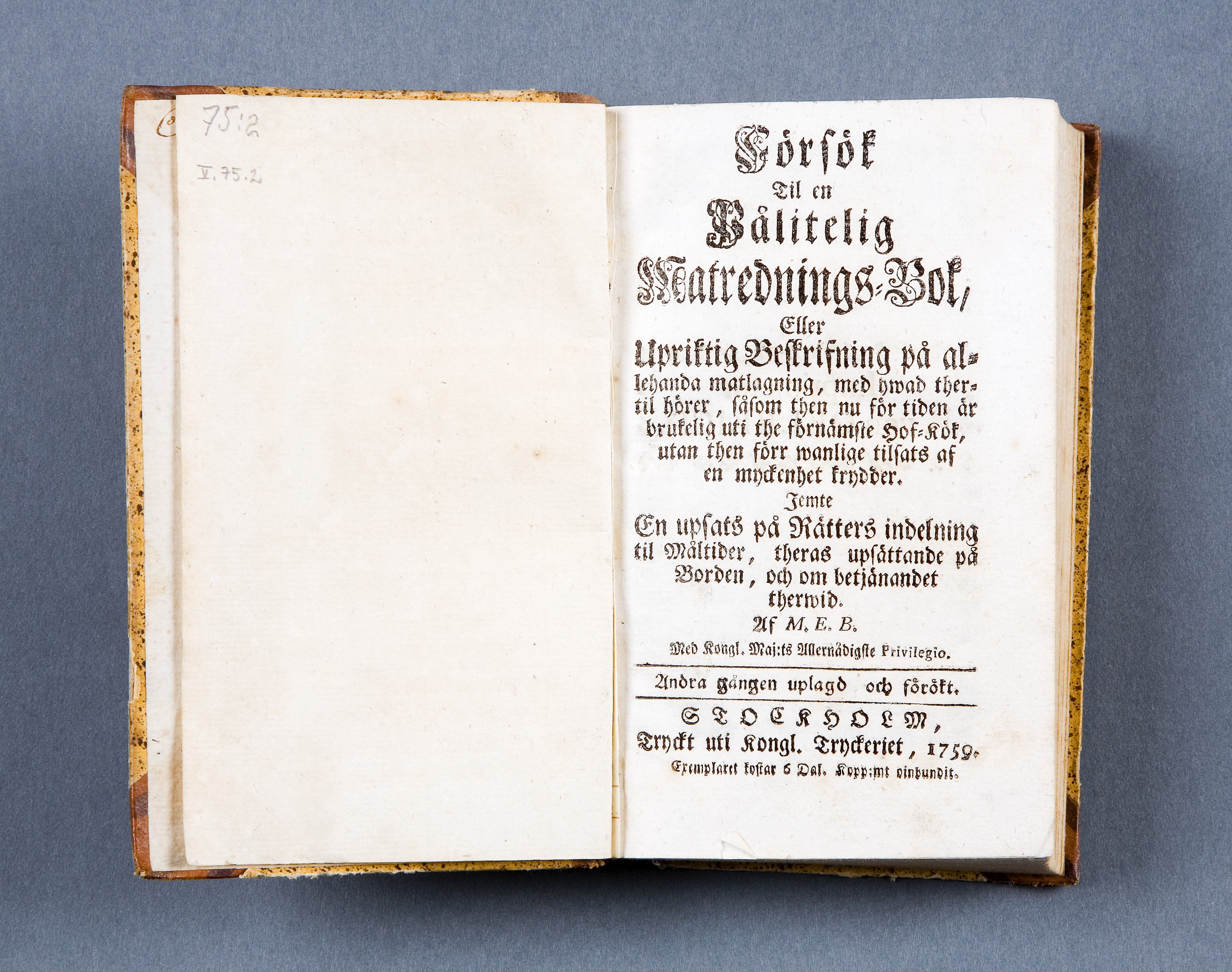
Titelsida Försök Til en Pålitelig Matrednings-Bok (1751).

Maria Margareta Elzberg var en husmamsell som 1751 gav ut kokboken Försök Til en Pålitelig Matrednings-Bok. 
Denna blev därmed den första tryckta svenskspråkiga kokboken skriven av en kvinna, undantaget den från tyskan översatta och 1733 i Sverige utgivna En nödig och nyttig hus-hålds- och kok-bok av Susanna Egerin (1640–1713) (originalets titel Leipziger Kochbuch, först utgiven 1706).
Margareta Elzbergs kokbok gavs ut i nytryck ytterligare en gång efter sin första utgivning. Den konkurrerades dock sedan ut av Cajsa Wargs kokbok.